# 津田尚二
津田 尚二（つだ しょうじ、1930年10月26日 - 2013年7月24日 ）は、日本の経営者。三越社長を務めた。

## 来歴・人物
山口県山口市出身。1954年に慶應義塾大学法学部を卒業し、同年に三越に入社。1981年2月に取締役に就任し、1985年2月に常務、1988年5月に専務を経て、1995年5月に社長に就任。1998年1月取締役相談役に退いた。